# Barbara Carrera
Barbara Carrera, ursprungligen Kingsbury, född 31 december 1945 i Bluefields i Nicaragua, är en nicaraguanskfödd amerikansk skådespelerska.
Carrera blev fotomodell 1967 och gjorde sin första stora filmroll 1976. Hon är förmodligen mest känd i rollen som indianskan Lerkorg i den populära TV-serien Kampen om Colorado från 1970-talet och som den egotrippade, kallblodiga mördaren Fatima Blush i Bondfilmen Never Say Never Again (1983).
Barbara medverkade också i den nionde säsongen av TV-serien Dallas och spelade där rollen som Angelica Nero.

## Filmografi
- 1978-1979 Kampen om Colorado
- 1983 - Never Say Never Again
- 1985-1986 - Dallas (TV-serie)
- 1998 - På heder och samvete (1 avsnitt)
- 2000 - That '70s Show (1 avsnitt)